# Phil Keaggy
Philip Tyler Keaggy (Youngstown (Ohio), 23 maart 1951) is een Amerikaanse zanger en gitarist (elektrisch, akoestisch), die meer dan 50 albums heeft uitgebracht en heeft bijgedragen aan veel meer opnamen in zowel de hedendaagse christelijke muziek als de reguliere markten. Hij ontving zeven keer de GMA Dove Award voor «Instrumental Album of the Year» en werd tweemaal genomineerd voor een Grammy Award voor «Best Rock Gospel Album». Hij wordt vaak genoemd als een van 's werelds top-drie 'finger-style' en 'finger-picking' gitaristen door lezerspeilingen van Guitar Player Magazine.

## Biografie
Keaggy groeide op in een kleine boerderij in Hubbard (Ohio) met negen broers en zussen. Hij ging naar de middelbare school Fitch High School in Austintown en studeerde af in 1970. Hij mist de helft van de middelvinger aan zijn rechterhand als gevolg van een ongeval op vierjarige leeftijd met een waterpomp. Keaggy reflecteert op het incident: 
We woonden op een boerderij in Hubbard, die een grote waterpomp had en ik klom erop. Terwijl ik op het platform knielde, brak het en de kranen kwamen op mijn vinger neer en sneden deze af. Ik kan het me heel levendig herinneren - alsof het gisteren is gebeurd, en ik kan mijn vader de heuvel af zien rennen, me redden en me naar het ziekenhuis brengen. Ik kan me herinneren dat ik een wit gipsverband en verband had, het was gigantisch! Ze probeerden het aan te naaien, maar dat was niet nodig, dus ik ben opgegroeid met negen vingers. Als jong kind schaamde ik me er vaak voor, vooral toen ik begon met gitaar spelen.
Aanvankelijk was het niet de gitaar die Keaggy aantrok om muziek te spelen.

### Jaren 1960
Keaggy was lid van de garage-rockband The Squires uit het midden van de jaren 1960. Een van hun nummers (Batmobile) die hij mede-schreef, verschijnt op het verzamelalbum Highs in the Mid-Sixties, Volume 9. In 1966 trad hij toe tot Volume IV, dat in 1967 New Hudson Exit werd. De band trad regelmatig op in clubs in Youngstown (Ohio) en bracht ook de Keaggy-compositie Come With Me als single uit bij het Date-label. Op een gegeven moment had New Hudson Exit Joe Walsh als zijn hoofdgitarist toegevoegd. Walsh zou zich later vestigen als gitarist van de James Gang voordat hij aan een solocarrière begon en samenwerkte met de Eagles. In 1968 vormden Keaggy en oude vriend en drummer John Sferra, samen met bassist Steve Markulin, de band Glass Harp. De band trad op in en rond Youngstown en speelde op schooldansen en clubs. Deze incarnatie van de band nam verschillende demo's op en bracht in 1969 de single Where Did My World Come From? uit bij het label United Audio.
Markulin verliet de band om zich bij zijn neef Joe aan te sluiten in een andere succesvolle Youngstown-band, The Human Beingz. Keaggy en Sferra rekruteerden vervolgens bassist Daniel Pecchio. Pecchio, voorheen van de band The Poppy, was ook fluitist, een talent dat later zou worden gehoord op verschillende nummers van Glass Harp. Nadat ze een nieuwe set demo's hadden opgenomen en een contract hadden getekend met een nieuw management, ging de band op pad om hun live-act op te poetsen en te winkelen voor een platencontract. Een belangrijk keerpunt voor het trio was het winnen van de 'Battle of the Bands' in Ohio. Een van de juryleden was toevallig een medewerker van producent Lewis Merenstein, die op de hoogte werd gebracht van het drietal. Merenstein werd overgehaald om vanuit New York naar het concert van de band te luisteren. Toen hij Glass Harp hoorde optreden, resulteerde het enthousiaste rapport van Merenstein erin, dat Decca Records Glass Harp contracteerde voor een multi-platencontract.

### Jaren 1970
Op Valentijnsdag in 1970 raakte Keaggy's moeder ernstig gewond bij een auto-ongeluk. Na haar dood een week later en geïnspireerd door zijn zus, werd Keaggy christen. In september bevond Glass Harp zich in Greenwich Village in New York en nam het eerste album Glass Harp op in de Electric Lady Studios van Jimi Hendrix met Lewis Merenstein als producent. Op het moment van deze opname waren Keaggy en Sferra negentien jaar oud. Wat de inhoud van het album betreft, waren alle drie de leden van Glass Harp actief in het schrijven van het materiaal van de band. Keaggy zong de meeste liedjes, maar Pecchio en Sferra zongen ook lead op verschillende nummers. Het nummer Can You See Me van Keaggy in het bijzonder weerspiegelde zijn pas ontdekte christelijk geloof, met zijn verwijzing naar Jezus' dood.
Als Decca Records-artiest begon de band zich open te stellen voor bands als The Kinks, Iron Butterfly, Yes, Traffic, Grand Funk Railroad en Chicago. In tegenstelling tot de strakke productie en het songgeoriënteerde karakter van de studioalbums van Glass Harp, toonden hun live optredens het vermogen van de band om de grenzen van hun composities uit te strekken en te verleggen. Als gevolg hiervan zijn ze een van de pioniers van wat later bekend zou worden als het jamrockgenre, met nummers die vaak meer dan 30 minuten duren, met uitgebreide solopassages en groepsimprovisatie.
In 1971 bracht Glass Harp het vervolgalbum Synergy uit. Opnieuw kwam Keaggy's christelijke geloof naar voren in een aantal teksten. Het jaar daarop bracht de band het derde album It Makes Me Glad uit, dat een versie bevatte van het oude spirituele Do Lord. Na drie albums met Glass Harp opgenomen te hebben, verliet Keaggy de band in 1972. In 1973 bracht Keaggy zijn eerste soloalbum What a Day uit. De nummers zijn geschreven terwijl Keaggy nog bij Glass Harp was. Keaggy bespeelde alle instrumenten op het album. Het titelnummer blijft tot op de dag van vandaag een hoofdbestanddeel van Keaggy's concerten.
Keaggy trouwde in de zomer van 1973 met zijn vrouw Bernadette. Daarna nam hij een korte pauze van het zelfstandig opnemen en toerde alleen ter ondersteuning van andere artiesten zoals Love Song, 2nd Chapter of Acts, Paul Clark en Nancy Honeytree. Keaggy en zijn vrouw waren geëmigreerd naar het landelijke Freeville (New York) om deel te nemen aan en ondergedompeld te raken in het discipelschapsprogramma van Love Inn Community onder leiding van de Schots-Amerikaanse diskjockey Scott Ross. Ross sloot zichzelf en Love Inn Community aan bij de Shepherding Movement, die geleidelijk veel kenmerken van een autoritaire sekte kreeg. Pas toen Keaggy zich uit deze groep verwijderde en de ondergeschikte arbeid waartoe ze hem grotendeels hadden beperkt, begon hij opnieuw belangrijke muziek op te nemen. Eind 1974 speelde Keaggy gitaar op Joe Vitale's debuut soloalbum Roller Coaster Weekend, geproduceerd door The Albert Brothers. Op het album stonden de gitaristen Joe Walsh en Rick Derringer.
Keaggy keerde in 1976 terug naar de studio met Love Broke Thru, een album met zijn versie van het nummer Your Love Broke Through, dat uiteindelijk als een klassieker in de christelijke muziek zou worden beschouwd. Geschreven door Keith Green, Todd Fishkind en Randy Stonehill, zou het nummer later nauw worden geïdentificeerd met Green, maar het was op aandringen van Green dat Keaggy's vertolking de eerste vrijgegeven opname was. Keaggy, een oude fan van C.S. Lewis, heeft ook een gearrangeerde versie van het gedicht van de auteur As the Ruin Falls bijgevoegd. Het zeven minuten durende Time wordt door sommige fans beschouwd als de eerste albumgeoriënteerde rock-verlengde Free Bird van hedendaagse christelijke muziek. Time kenmerkte Keaggy's innovatieve gitaartechniek van viool-achtige oneffenheid. Het effect vereist het aanraken van de snaar, het verhogen en vervolgens verlagen van de gitaarvolumeknop voor elke noot in een melodie. Keaggy's album werd vermeld als nr. 64 in het boek CCM Presents: The 100 Greatest Albums in Christian Music uit 2001.
In de zomer van 1977 maakte Keaggy een toer van achttien steden door het westen van de Verenigde Staten met 2nd Chapter of Acts en A Band called David. Deze toer werd vastgelegd in het daaropvolgende live triple-album How the West Was One, een collectie met concertuitvoeringen van What a Day en Your Love Broke Through. In datzelfde jaar werd ook de Phil Keaggy Band opgericht, die was samengesteld uit Keaggy, gitariste Lynn Nichols, toetsenist Phil Madeira, bassist Dan Cunningham en drummer Terry Andersen en in 1977 hun enige album Emerging uitbracht. Deze band was te zien als Love Inn Company op het album Courts of the King, met liedjes van Ted Sandquist en als begeleidingsband voor Nedra Ross op haar Full Circle-album. Het titelnummer zou in 1981 door Keaggy opnieuw worden uitgebracht. 1977 markeerde ook de publicatie van het Glass Harp-compilatiealbum Song in the Air. In 1978 bracht Keaggy zijn eerste veelgeprezen instrumentale album The Master and the Musician uit. Het zou het best verkochte album van zijn carrière worden. Een heruitgave van het album uit 1989 bevatte het nieuwe nummer Epilogue: Amazing Grace.

### Jaren 1980
De familie Keaggy verhuisde in augustus 1979 naar Leawood (Kansas) en hun eerste dochter Alicia werd daar in maart 1980 geboren. Ze verlieten Leawood in 1983 en vestigden zich in Costa Mesa in Californië. Hun tweede dochter Olivia werd geboren op 14 februari 1984 en hun zoon Ian werd geboren op 16 juni 1987. Keaggy's platenlabel tijdens het begin van het decennium was Sparrow Records. Ph'lip Side uit de jaren 1980 bevat Sunday School en de zachte Little Ones, een vroeg volkslied voor de anti-abortusbeweging. Het jaar daarop kwam Town to Town uit, bekend om wat een belangrijk onderdeel van het concert Let Everything Else Go is geworden. Het bevatte ook Keaggy's arrangement van Rise Up O Men of God. Dit zou een trend beginnen, waarin Keaggy regelmatig een hymne op zijn albums zou opnemen. In 1982 bracht Keaggy Play Thru Me uit, bekend om zijn vrolijke klassieker Morning Light en de instrumentale steelgitaar workout Happy. In 1984 schreven en zongen Keaggy en Randy Stonehill het duet Who Will Save the Children? voor Stonehills album Celebrate This Heartbeat. Het duet zou ook dienen als themalied voor Compassion International, een christelijke voorspraak voor kinderbescherming. Beide kunstenaars blijven tot op de dag van vandaag fervente aanhangers van deze organisatie.
Het jaar daarop bracht Nissi Records Keaggy's volgende studioalbum Getting Closer uit. Keaggy zou later twee van de nummers van het album opnieuw opnemen: een opnieuw gearrangeerde versie van I Will Be There verschijnt op Crimson and Blue uit 1993, terwijl Passport een update kreeg voor het Christian Progressive Rock-verzamelalbum CPR 3 uit 2009. In 1986 werd Way Back Home uitgebracht. Het album bestond uit stillere akoestische nummers, waaronder een nieuwe kijk op Let Everything Else Go uit 1981 en Maker of the Universe, een ballad over de incarnatie van Christus. Het album benadrukte ook een van de prominente thema's in Keaggy's muziek: familie.
Het jaar daarop bracht Phil Keaggy zijn tweede instrumentale album The Wind and the Wheat uit. Het album weerspiegelt de new-age instrumentale klanken van de dag. Met The Wind and the Wheat won de gitarist zijn eerste Dove Award, een eer die hij in 1988 ontving. Ook in 1988 zouden Keaggy en Stonehill samenwerken met zangeres Margaret Becker, voormalig Wings-drummer Joe English en anderen, als de Compassion All Star Band. De band bracht het volgende live-album One by One uit. In 1988 werkte Keaggy samen met Randy Stonehill, zanger Russ Taff, bassist Rick Cua, Derri Daugherty, Mark Heard, Steve Taylor en andere muzikanten om Phil Keaggy and Sunday's Child te creëren. Lynn Nichols, gitariste van de Keaggy Band uit 1977, produceerde het Sunday's Child-project. Vooral het titelnummer herinnerde aan de geluiden van de jaren 1960, en dat, samen met een albumhoes die leek op die van het klassieke beeld van With The Beatles, het album Sunday's Child soms heeft gezien als een soort eerbetoonalbum aan de jaren 1960.
Het nummer I've Just Begun (Again) werd voor het eerst geschreven toen Keaggy 17 jaar was en werd bijgewerkt voor dit album. Naast zijn eigen materiaal nam Keaggy twee nummers van Mark Heard op voor het album I Always Do en Everything is Alright. De opnamen zouden opnieuw verschijnen op volgende tribute-albums aan Heard. Een van de eerbetoonalbums, Orphans of God, stond op #25 in het boek CCM Presents: The 100 Greatest Albums in Christian Music. Ook in 1989 ging Keaggy op pad met Stonehill voor een tournee met The Keaggy / Stonehill Band, met onder meer Swirling Eddie-drummer David Raven en Daniel Amos-bassist Tim Chandler. In de herfst van dat jaar verhuisden de Keaggy's opnieuw, verlieten zuidelijk Californië en verhuisden naar Nashville (Tennessee), waar zij momenteel verblijven. Een paar jaar later trad Keaggy op tijdens de bruiloft van de schoonzus van de voormalige beatle Paul McCartney. Keaggy had Laura Eastman, de zus van Linda McCartney, ontmoet terwijl de eerste bij CBN werkte. Na de bruiloft vervulde Keaggy een levenslange droom door met McCartney te jammen in een slaapkamer op het landgoed van de familie Eastman, de locatie van de bruiloft.

### Jaren 1990
Sunday's Child in 1990 werd opgevolgd door het all-out rockalbum Find Me in These Fields. Het project werd geproduceerd door Lynn Nichols en werd genomineerd voor een Grammy Award. In 1992 bracht Keaggy Beyond Nature  uit, wat een historisch akoestisch instrumentaal album is geworden. Zijn derde instrumentale project weerspiegelde een Keltische invloed en leverde de gitarist zijn tweede Dove Award op in de categorie «Instrumental Record». De titel van het album Beyond Nature is ontleend aan een citaat in het boek Mere Christianity van C.S. Lewis. Keaggy, al heel lang fan van Lewis' werk, verwees ook naar de auteur in verschillende songtitels (Brother Jack, Addison's Walk en County Down).
Het jaar daarop werkte Keaggy samen met een andere groep getalenteerde muzikanten voor zijn volgende project. Deze opnamesessies brachten Keaggy weer samen met voormalig Glass Harp-bandgenoot John Sferra op drums. De rest van de band bestond uit Phil Madeira, de voormalige toetsenist van de Phil Keaggy Band uit 1977, bassist Rick Cua en gitarist Jimmy Abegg. Lynn Nichols verzorgde de sessies. Andere gastmuzikanten waren onder meer Sam Bush op mandoline, John Mark Painter (van Fleming en John) en Ashley Cleveland op achtergrondzang. Charlie Peacock en Steve Taylor speelden ook een prominente rol in het project. De sessies resulteerden in de publicatie van Crimson and Blue, een bluesachtig rockalbum, gericht op de christelijke markt met een cover van Van Morrisons When Will I Ever Learn to Live in God. Love Divine, I Will Be Here en Everywhere I Look kregen allemaal veel airplay. Dat album werd gelijktijdig op de reguliere markt uitgebracht als Blue, met een aangepaste tracklijst en enkele herbewerkte nummers. De belangrijkste verschillen zijn de opname van drie verschillende nummers (een cover van Badfinger's Baby Blue; All Our Wishes en The Further Adventures of ...) en de uitsluiting van vijf nummers van Crimson en Blue (Love Divine, Reunion of Friends, Stone Eyes, I Will Be There, Nothing But The Blood). Het nummer All Our Wishes is een verhaal over Phil en Bernadette Keaggy die een baby verliezen. Het nummer werd muzikaal geschreven in 1967, toen Keaggy in de negende klas zat. De band die toerde ter ondersteuning van het album had Madeira op Hammond B-3-orgel, Sferra op drums en Wade Jaynes (van Chagall Guevara) op bas.
In juni 1994 bracht Keaggy een zwaar herziene versie uit van zijn album Way Back Home uit 1986. De editie van 1994 bevatte nieuwe opnamen van tien van de elf nummers van het originele album, waaronder de ontroerende klassiekers Maker of the Universe en Let Everything Else Go. De bijgewerkte versie bevatte ook de vier gloednieuwe nummers It Could Have Been Me, She's a Dancer, Father Daughter Harmony en The 50th. In overeenstemming met het familiemotief van het album, was Father Daughter Harmony een ontroerend duet met dochter Alicia, terwijl The 50th Keaggy's gitaarspel over fragmenten van een vinylplaat van de 50e huwelijksverjaardag van zijn grootouders in 1948 laat horen. In 1995 werd het tweedelig compilatieproject Time: 1970-1995 uitgebracht. De bloemlezing bevatte selecties uit de hele carrière van Keaggy, waaronder verschillende klassieke instrumentalen. Er waren verschillende niet eerder uitgebrachte nummers, waaronder een liveversie van Do Lord met Glass Harp, een liveversie van Shouts of Joy van de Crimson and Blue tour en We'll Meet Again, een nummer dat Phil schreef en opnam als tiener. Een alternatieve versie van Time was ook opgenomen, evenals een nieuwe solo-opname van het Glass Harp-nummer The Answer. Eveneens in 1995 werd Keaggy door de lezers van Guitar Player Magazine uitgeroepen tot nummer 2 van de beste akoestische fingerstyle-gitarist.
Datzelfde jaar bracht Keaggy True Believer uit, wat een van zijn best verkochte albums is geworden. Het titelnummer is geschreven door producent Alan Shacklock en bereikte #1 in de christelijke radiocharts. Shacklock won ook de «EMI Songwriter of the Year»-prijs. Shacklocks productiewerk aan het album was een afwijking in stijl en geluid voor Keaggy, dit zou Keaggys enige werk met Shacklock blijken te zijn.
Het jaar daarop bracht Keaggy nog het veelgeprezen instrumentaal album Acoustic Sketches uit. Het album bestaat voornamelijk uit Keaggy-originelen en bevat een cover van Swing Low, Sweet Chariot. Later zou Keaggy nog een Dove Award winnen. Het tweede instrumentaal album 220 werd ook uitgebracht. Het album, getiteld naar de 220 volt elektrische standaard, bevatte een diverse mix van muziekstijlen, variërend van blues tot Keltisch. Het laatste nummer Ian's Groove van het album markeert het opnamedebuut van Keaggy's zoon op drums. Ondanks zijn geweldige uitvoeringen, als verzameling van originele instrumentalen, werd het album grotendeels over het hoofd gezien. Eveneens in 1996 publiceerde Keaggy's vrouw Bernadette A Deeper Shade of Grace, een aangrijpend verslag van de emotionele en spirituele strijd, die ze ondervond bij het verliezen van hun eerste vijf kinderen door vroege kindersterfte, miskraam en doodgeboorte. Phil schreef het voorwoord van het boek.
In januari 1997 opende de Rock and Roll Hall of Fame, gevestigd in Cleveland (Ohio), de tentoonstelling My Town. Omdat de tentoonstelling zich concentreerde op de rock-'n-roll-geschiedenis van Cleveland, werd Glass Harp uitgenodigd om in het museum op te treden. De band is momenteel ook vertegenwoordigd in de Ohio-tentoonstelling van het museum. In dat jaar kwam ook het album On the Fly van Keaggy uit, misschien wel zijn meest ambitieuze instrumentale project tot nu toe. De hoogtepunten, uitgebracht via Canis Major Records, zijn onder meer het Spaans-achtige Praise Dance, de hypnotiserende groove Firewalker en het zesdelige epos Way of the Pilgrim. Ook in 1997 werkte Phil samen met Wes King en Scott Dente van Out of the Grey voor het voornamelijk instrumentale album Invention. Het album zou het jaar daarop een Dove Award winnen. Keaggy zou dan gaan tekenen bij Word Records.
Keaggy's laatste vocale album van het decennium, Phil Keaggy, kwam uit in 1998. Bij gebrek aan de gladde productiestijl van het vorige vocale album, was True Believer, Phil Keaggy een sterke terugkeer naar de status voor Keaggy, in termen van het doen herleven van zijn gebruikelijke organische, live geluid. Verschillende nummers weerspiegelden een Beatles-invloed, waaronder Days Like You, zijn laatste single die veel werd uitgezonden, aangezien de christelijke radio op weg is naar een meer op de jeugd gericht formaat. Keaggy trad ook op als gastzanger op All the Way to Kingdom Come van de Ragamuffins op het laatste originele werk van zijn vriend Rich Mullins, The Jesus Record (dat demo-tracks bevatte die waren opgenomen door Mullins vlak voor zijn dood in 1997 en vertolkingen van die nummers van de Ragamuffins en andere artiesten).
In 1999 waren er veel instrumentale publicaties van Keaggy. Het dubbelalbum Premium Jams is een verbluffende verzameling van niet eerder uitgebrachte elektrische instrumentalen, die teruggaan tot de opnamesessies voor Crimson and Blue en 220. Het kerstalbum Majesty and Wonder met het London Festival Orchestra, bevat Keaggy's kijk op standards zoals Oh Holy Night en het driedelig origineel Nativity Suite. Met Majesty and Wonder zou Keaggy ook een Dove Award winnen. Hij bracht later de vier-disc-collectie Music to Paint By uit. Het project bestond uit Still Life, Electric Blue, Splash en Brushstrokes.

### Jaren 2000
Keaggys eerste album Re-Emerging van het nieuwe millennium kwam uit in april 2000. De schijf was een reünie van de Phil Keaggy Band, waarin ze hun klassieke album Emerging uit 1977 hebben bijgewerkt. Met uitzondering van Gentle Eyes behield Re-Emerging het materiaal van het originele album en introduceerde het ook de vier gloednieuwe nummers My Auburn Lady, Mighty Lord, You're My Hero en Amelia Earhart's Last Flight. In september bracht Keaggy het instrumentale album Zion uit. Exclusief opgenomen op een Zion Radicaster, gemaakt door meester-gitarist Ken Hoover bij Zion Guitars, biedt Zion een mix van nieuwe nummers zoals Z-Blues en vernieuwde versies van Like an Island, March of the Clouds en de Glass Harp klassieker Whatever Life Eist. Na af en toe samen te hebben opgetreden sinds oktober 1981 kwamen Keaggy, John Sferra en Daniel Pecchio samen, herenigd als Glass Harp voor een concert in hun woonplaats Youngstown in een uitverkocht Powers Auditorium. Voor de gelegenheid voegden zich dirigent Isaiah Jackson en leden van de Youngstown Symphony bij de band. Het jaar daarop werd het reünieconcert commercieel uitgebracht in de vorm van het livealbum Strings Attached. Hoewel het album grotendeels gewijd is aan het eerdere werk van de band, bevat het ook Glass Harps kijk op verschillende nummers uit Keaggy's solocarrière zoals Tender Love, Chalice, From the Beginning en een akoestische solo-versie van The True Believers.
Oktober 2000 markeerde ook de publicatie van Inseparable, aanvankelijk beschikbaar in zowel enkele als dubbele schijfformaat, waarbij de versie voor één schijf uiteindelijk niet meer gedrukt werd. Het album bevatte Chalice, een samenwerking met Glass Harp-drummer John Sferra en een cover van Paul McCartneys Motor of Love. Diezelfde maand bracht Keaggy het album Lights of Madrid uit met Spaanse instrumenten met een heropname van Praise Dance uit On the Fly uit 1996. Lights of Madrid bevat ook een pdf met gitaartabellen voor de muziek van het album. Met Lights of Madrid zou Keaggy een Dove Award winnen voor het beste instrumentale album. In november bracht hij The Uncle Duke-project uit, een samenwerking met zijn oom Dave 'Duke' Keaggy, waarbij hij de eclectische poëzie van zijn oom op muziek zette. In 2001 bracht Keaggy de albums In the Quiet Hours en Cinemascapes uit. Beiden bestonden uit selecties uit het vierdisk-project Music to Paint By uit 1999. In the Quiet Hours toonde de nieuwe compositie As It Is in Heaven, terwijl Cinemascapes de drie niet eerder uitgebrachte nummers The Road Home, Lighthouse en For the Love bevat. Het nummer Spring werd eerder uitgebracht op Uncle Duke uit 2000 als Interlude. Het jaar zag ook de publicatie van de compilatie What Matters met negen nummers, die voornamelijk is gebaseerd op de albums Phil Keaggy en Crimson and Blue. Tell Me How You Feel van Sunday's Child is ook opgenomen, evenals een gloednieuw nummer What Matters. Het album is exclusief geproduceerd voor en uitgebracht via de International Bible Society.
In 2002 werd Hymnsongs uitgebracht. In de eerste plaats een verzameling klassieke hymnen, bevat het album ook een originele Keaggy-compositie, die is gecentreerd rond het Onze Vader. Het nummer Our Daily Bread, evenals het hele album, zijn opgedragen aan Todd Beamer, een christelijke passagier van 9-11's Flight 93 en een fan van Keaggy's muziek. Maar Keaggy's toenmalige label Word Records deelde zijn visie voor het project niet en vroeg of het een instrumentaal album zou worden. Hymnsongs zou Keaggy's laatste album met Word Records zijn. Datzelfde jaar nam hij ook deel aan Randy Stonehill's album Edge of the World, zong het duet That's the Way It Goes en verscheen ook op We Were All So Young met andere ervaren muzikanten zoals Larry Norman. Bovendien publiceerde Keaggy's vrouw Bernadette Losing You Too Soon, een bijgewerkte versie van A Deeper Shade of Grace, haar boek uit 1996 over het verlies van haar eerste vijf kinderen door vroege kindersterfte, miskraam en doodgeboorte.
Het jaar daarop bracht Keaggy het album It's Personal uit, waarop hij poëzie van Keith Moore op muziek zette. Keaggy en Moore hadden eerder samengewerkt aan het nummer A Little Bit of Light, dat verscheen op het titelloze album van de gitarist uit 1998. Ook in 2003 bracht Keaggy Special Occasions uit, een eclectische muziekcollectie gericht op verjaardagen, bruiloften en diploma-uitreikingen. Het album bestond voornamelijk uit Keaggy-originelen en bevatte ook een heropname van Here and Now uit Way Back Home uit 1986, evenals covers van The Beatles-melodie When I'm 64 en Elton John's The Greatest Discovery. Datzelfde jaar bracht Sparrow Records, het voormalige platenlabel van Phil (1980-1983, 1994-1997), een compilatie uit van 15 nummers uit History Makers. Het bevat standards als Let Everything Else Go, Morning Light en The True Believers. In 2003 werd ook Hourglass uitgebracht, het eerste album met nieuw materiaal van Glass Harp sinds 1972. Het album bevatte een nieuwe opname van het zeldzame Keaggy solo-nummer What Matters, het titelnummer van een compilatiealbum dat exclusief werd geproduceerd voor en uitgebracht via de International Bible Society in 2001.
In 2003 bracht gitariste Muriel Anderson het album Uncut Gems uit met Keaggy, een collectie die voornamelijk bestaat uit in 2001 en 2003 opgenomen instrumentale improvisaties. De twee spelen ook Keaggy's Tennessee Morning van zijn album 220 uit 1996. Gitarist Stanley Jordan speelt op verschillende nummers. Een deel van de inkomsten van het album gaat naar Andersons Music for Life Alliance-inzamelingsactie. Het jaar daarop bracht Glass Harp Stark Raving Jams uit, een driedubbele verzameling materiaal met 39 nummers van 1970 tot 2003. De collectie was voornamelijk gericht op live optredens, maar bevat ook een paar niet eerder uitgebrachte studio-opnamen. Net als Strings Attached bevat dit Glass Harp-album live-uitvoeringen van wat Keaggy-solo-materiaal. In 2004 trad Keaggy als gast op met de indieband Dispatch voor verschillende nummers tijdens The Last Dispatch. Phil bracht ook de twee live-dvd's Phil Keaggy in Concert: St. Charles IL en Philly Live! uit. In 2005, na dertig jaar uitverkocht te zijn geweest, werden de eerste drie studioalbums van Glass Harp door Music Mill Entertainment opnieuw op cd uitgebracht. De albums zijn digitaal geremasterd en bevatten niet eerder uitgebrachte bonustracks. In juli bracht Keaggy ook een uitgebreide editie van Uncle Duke uit. Deze nieuwe editie, die voor het eerst werd uitgebracht in 2000, heette The Uncle Duke Project en bevatte het originele album plus een bonusschijf met nieuwe nummers, alternatieve versies en een interview met Phil en zijn oom.
Het jaar daarop bracht Keaggy Freehand uit, het vervolg op Acoustic Sketches. Datzelfde jaar brachten Keaggy en oude vriend Randy Stonehill Together Live! uit in zowel album- als dvd-formaat. Naast akoestische vertolkingen van Keaggy en Stonehills solomateriaal, bevat het project ook versies van hun eerdere samenwerkingen, zoals Sunday's Child, Who Will Save the Children? en That's the Way It Goes. Keaggy had later een gastoptreden op twee nummers van het album Dying To Live van Rufus Tree. In 2006 bracht Keaggy drie extra instrumentale albums uit: Jammed! was een verzameling nummers van één schijf die eerder op het dubbelalbum Premium Jams uit 1999 stonden. Het album bevatte ook een nieuwe weergave van Ode to Joy, getiteld Joyphil en Prehistrobie K-18, een niet eerder uitgebracht nummer, dat Phil schreef en opnam als tiener. Het akoestische instrumentale album Roundabout is een andere instrumentale verzameling. De nummers zijn ofwel improvisatie of andere riffs die worden afgespeeld over loops die zijn opgenomen als onderdeel van de uitvoering.
Phil Keaggy en gitarist Mike Pachelli hebben het akoestisch instrumentaal project Two of Us uitgebracht. Ook in 2006 bracht Phil het vocaal album Dream Again uit. Het omvat zijn zoon Ian, die mede-schreef, zingt en gitaar speelt op Why, terwijl zijn dochter Alicia een duet zingt met haar vader op Micah 6: 8. In 2006 kwam Glass Harp weer bij elkaar voor een concert om de publicatie van hun eerste dvd Circa 72 te vieren. De dvd is de eerste officiële publicatie van hun PBS-concert uit 1972 en bevat zeldzame outtakes, homemovie-opnamen en een commentaar van de band. In dat jaar werd ook Happy Valentine's Day uitgebracht, een compilatie in beperkte oplage van verschillende liefdesliedjes die Phil in de loop der jaren had opgenomen, evenals vier nieuwe nummers. In april 2006 lanceerde Keaggy een gratis podcast, die beschikbaar is via zijn website en iTunes. Zijn laatste editie tot nu toe is van september 2008. De podcasts bevatten muziek en commentaar van Phil en muziek van enkele van zijn favoriete artiesten.
Op 29 oktober 2007 werd Keaggy door P.O.D.-gitarist Jason Truby opgenomen in de Gospel Music Hall of Fame. Hij bracht ook het album Acoustic Cafe uit, dat met uitzondering van You Have My Heart, een verzameling covers is, variërend van Bob Dylan (If Not For You, Make You Feel My Love) tot Cyndi Lauper (Time After Time). Veel van de nummers zijn duetten, zoals In My Life van The Beatles met Randy Stonehill en The Everly Brothers' All I Have to Do is Dream met Jeremy Casella. Later dat jaar bracht Keaggy nog het akoestisch instrumentaal album The Song Within uit. Opgenomen met een akoestische gitaar van McPherson, werd het album vernieuwd met twee Keaggy-klassiekers, waarbij What a Day werd omgevormd tot Water Day en Noah's Song die aanzienlijk werd herzien als Noah's Shuffle. 2007 markeerde ook de 30ste verjaardag van het instrumentale album The Master and the Musician uit 1978. Het album werd opnieuw uitgebracht met een bonusschijf met outtakes, alternatieve versies en een recent interview. Keaggy toerde ook ter ondersteuning van het jubileum van het album met een band met Glass Harp-drummer John Sferra. De toer werd opgetekend op de daaropvolgende live-dvd The Master & the Musician: 30 Years Later Tour. Het jaar daarop bracht Keaggy het album Phantasmagorical: Master and Musician 2 uit, het vervolg op zijn meesterwerk uit 1978. In 2008 ontving Keaggy de Gold Level Award als de «Best Spiritual / Worship Guitarist», zoals gestemd door de lezers van Acoustic Guitar Magazine en verscheen ook in de vorm van zang en leadgitaar op de Richard Cummins-cd Moments, dat werd genomineerd voor «Best Pop / Contemporary Album of the Year» door de Canadese GMA's, Covenant Award.
In juni 2009 brachten Keaggy en Randy Stonehill het nieuwe studioalbum Mystery Highway uit. Ter ondersteuning van het album speelden de twee muzikanten, samen met gitarist Mike Pachelli en Glass Harp's Daniel Pecchio en John Sferra, verschillende concerten als The Keaggy-Stonehill Band. In het jaar leverde Keaggy ook een bijdrage aan een sterke, heropgenomen versie van Passport op het album CPR 3, een compilatie van muzikanten uit het Christian Progressive Rock (CPR) circuit. De originele versie van Passport verscheen op Keaggy's album Getting Closer uit 1985. In oktober bracht Keaggy het instrumentaal album Frio Suite uit met pianist Jeff Johnson. Nadat ze elkaar aan het begin van het jaar voor het eerst hadden ontmoet, bleven de twee muzikanten in contact en creëerden ze het album via e-mail, waarbij Johnson opnam in Seattle, terwijl Keaggy opnam in Nashville. In december verscheen het derde kerstalbum Welcome Inn van de gitarist. Met voornamelijk originele composities zoals het titelnummer, bevat Welcome Inn ook de klassieker God Rest Ye Merry Gentlemen en een akoestische instrumentale versie van In the Bleak Midwinter. Het project omvat ook een nieuwe opname van On that Day, een nummer dat in 1995 samen met Glass Harp-drummer John Sferra werd geschreven voor Keaggy's True Believer-album.
Op 27 maart 2010 bracht Glass Harp hun vierde livealbum Glass Harp Live at the Beachland Ballroom 11.01.08 uit. Het project met tien nummers bevatte materiaal uit Keaggy's solocarrière, waaronder Sign Came through a Window en John the Revelator. Het album is een opname van een benefietconcert, waar Glass Harp headliner was voor Roots of American Music, een organisatie die zich toelegt op het behoud, de uitvoering en educatie van traditionele Amerikaanse muziek op onze scholen. Eind 2010 deed Keaggy ook wat sessiewerk met voormalig The Monkees-lid Micky Dolenz voor diens soloalbum King for a Day. Hij speelde gitaar op het nummer Rushing Wind op het album Save The Day van Steve Clark. In het najaar van 2010 bracht het Phil Keaggy Trio hun eerste album Inter-Dimensional Traveler uit. Het project is een samenwerking met toetsenist Jack Giering en Glass Harp-drummer John Sferra en wordt beschreven als een prachtige mix van ambient jazz en funk en wordt ook erkend voor het creëren van enkele van de smaakvolste jazz-funk-licks die in lange, lange tijd uit Music City zijn gekomen. Naast het opnemen en regelmatig toeren, werkt Keaggy momenteel aan een plaat met voormalig Living Sacrifice en P.O.D.-gitarist Jason Truby.

## Geruchten over opmerkingen van Jimi Hendrix en anderen
Decennia lang doen er geruchten de ronde die commentaren over Phil Keaggy toeschrijven aan een groot aantal gitaariconen. De meest voorkomende geruchten worden toegeschreven aan Jimi Hendrix. Op 19 maart 1970 verscheen er een advertentie in de Mansfield News Journal voor een Iron Butterfly Concert in Ashland College de volgende avond, met Glass Harp vermeld als de openingsband (ten onrechte gedrukt als The Grass Harp). Onder The Grass Harp stond een onderschrift 'They Jam with Jimi Hendrix'. Glass Harp was in feite nergens met Jimi Hendrix opgetreden (ze waren in die tijd nog een lokale band in Noordoost-Ohio met weinig of geen aanhang op nationaal niveau). Het is niet bekend of de promotor of het toenmalige management van Glass Harp de opdracht had gegeven de verklaring in de advertentie te plaatsen, maar er wordt aangenomen dat het de eerste instantie is van enig gerucht over Hendrix in relatie tot Keaggy/Glass Harp. In een speelfilm van 5 februari 1971 op Glass Harp in The Plain Dealer in Cleveland, citeerde de rockmuziekcriticus Jane Scott niet nader genoemde platenmensen, die een verhaal vertelden over Hendrix die (in 1970) zei: Die vent (Phil Keaggy) is de aankomende gitarist in het middenwesten.
In latere jaren escaleerden geruchten tot verhalen over Hendrix die in verschillende televisieprogramma's verscheen, waarin hij Phil Keaggy noemde. Een veel voorkomende variatie zegt dat Johnny Carson tijdens een aflevering van The Tonight Show aan Hendrix vroeg: 'Wie is de beste gitarist ter wereld?' Hendrix zou hebben geantwoord: 'Phil Keaggy.' Dit is sindsdien bewezen niet waar te zijn, zoals blijkt uit de beschikbare audio van Hendrix' (enige) optreden in The Tonight Show op 10 juli 1969 met gastgastheer Flip Wilson. Er wordt geen melding gemaakt van Keaggy of Glass Harp. In een andere versie van het verhaal wordt Hendrix gevraagd: 'Jimi, hoe voelt het om de beste gitarist ter wereld te zijn?' Waarop Hendrix zogenaamd antwoordde: 'Ik weet het niet, je zult het Phil Keaggy moeten vragen!' Dit account wordt soms toegeschreven aan een tijdschriftinterview in Rolling Stone of Guitar Player. Af en toe heeft het verhaal de setting voor de vraag een Hendrix-optreden in The Dick Cavett Show, wat ook niet waar is, aangezien de clip van de show in kwestie (uit 1969) geen vermelding bevat van andere gitaristen. Andere voorbeelden hebben de vraag die aan Eric Clapton wordt gesteld. Een recentere variant is dat Eddie Van Halen de vraag werd gesteld door David Letterman en Barbara Walters.
Keaggy heeft lang volgehouden dat dergelijke verhalen volkomen ongegrond zijn en merkte op dat het onmogelijk was dat Jimi Hendrix me ooit had kunnen horen. We hebben ons eerste album opgenomen in de Electric Lady Studios twee weken na zijn ongelukkige dood, dus ik kan me niet voorstellen hoe hij me had kunnen horen. Ik denk dat het gewoon een gerucht is dat iemand in leven is gehouden en het moet opwindend genoeg zijn om daar belangstelling te houden. Dus ik denk niet dat het gezegd is en dat is het voor dat! Keaggy's herinnering aan het tijdsbestek waarin het eerste album van Glass Harp werd opgenomen, wijkt enigszins af van de officieel gepubliceerde geschiedenis van Glass Harp (waarvan de opnamesessies eindigen op 17 september 1970, slechts enkele uren voor Hendrix' vroege ochtend overlijden in Londen, en niet twee weken daarna). In een interview in juli 2010 gaf Glass Harp-bassist Daniel Pecchio commentaar op de voortdurende Hendrix-geruchten en zei: 'Het is een echte stadslegende. Er komen nog steeds mensen naar me toe die beweren een Dick Cavett Show-tape te hebben waar Hendrix dat zegt. Dat hebben we nooit gepusht. gerucht, weet je, maar het deed ons geen pijn'.

## Privéleven
Zijn zoon Ian Keaggy was de bassist van de band Hot Chelle Rae, die in 2011 een Top 10-hit scoorde in de Billboard Hot 100. Hij verliet de band in 2013 om zijn solocarrière voort te zetten. Zijn neef was getrouwd met de hedendaagse christelijke singer-songwriter Cheri Keaggy. Zijn zus is de gepensioneerde Amerikaanse televisie- en filmactrice Mary Ellen Kay. Keaggy schrijft haar toe dat ze hem in het christelijk geloof heeft geïntroduceerd.

## Discografie
Zie ook Discografie van Phil Keaggy
- Bibsys: 2097362
- Gemeinsame Normdatei: 135514932
- International Standard Name Identifier: 0000 0001 2029 3750
- Library of Congress Control Number: n92002397
- MusicBrainz: d3f1af65-2cab-4908-838a-61f52e85cb8d
- Nationale Bibliotheek van Tsjechië: xx0135803
- Virtual International Authority File: 80235970
- WorldCat: E39PBJjxpjgPqxRBVQchgK4THC